# Templo de la Inmaculada Concepción (Villahermosa)
La iglesia de la Inmaculada Concepción, conocida popularmente como "la Conchita", es un templo católico de la ciudad de Villahermosa, Tabasco, México, que fue inaugurada el 8 de diciembre de 1800, y está catalogada por el Instituto Nacional de Antropología e Historia como un Monumento histórico.
Es la iglesia más antigua de la ciudad, se encuentra ubicada en la cabecera sur de la Plaza de Armas justo frente al Palacio de Gobierno. Por estar ubicada en la Plaza de Armas, esta iglesia, ha sido testigo y víctima de la convulsionada vida de la capital del estado, sufriendo desde ataques piratas, hasta bombardeos extranjeros, lo que provocó que tuviera que ser reconstruida en varias ocasiones.

## Historia
Sus antecedentes datan de 1614 cuando se construyó la segunda iglesia que hubo en la villa de San Juan Bautista. Años más tarde en 1641, al cambiarse los poderes de la provincia a San Juan Bautista, por instrucciones del entonces Alcalde Mayor de Tabasco Simón Rodríguez, fue derribada la iglesia para ser reconstruida con mejores materiales, y con el nombre de Iglesia de Nuestra Señora de la Conquista. En su interior fue colocada la imagen de la Virgen María, conocida como la Virgen de la Victoria, imagen dejada en Santa María de la Victoria por Hernán Cortés  en 1519 y que fue traída por las autoridades al cambiar los poderes de la provincia a la nueva capital.
Posteriormente, y debido a los continuos ataques piratas que azotaban la villa de San Juan Bautista, y que desembarcaban justo frente a la iglesia, esta sufrió graves daños a lo largo del tiempo, por lo que en 1799 el Gobernador de Tabasco Miguel de Castro y Araoz dio órdenes de que la iglesia fuera demolida y se construyera en ese lugar una nueva, que albergara a la Virgen de la Inmaculada Concepción que el Capitán Francisco Interiano había donado al barrio de "La Punta", por lo que se inició la construcción de la nueva iglesia, siendo inaugurada el 8 de diciembre de 1800. 
Un acontecimiento importante que se llevó a cabo en esta iglesia, fue que el 8 de septiembre de 1821, se realizó un Te Deum para celebrar la Independencia de Tabasco de la corona española. Otro evento de importancia realizado en este templo, fue el 21 de marzo de 1824 el gobernador José Antonio Rincón encabezó junto con los integrantes de la Diputación Provincial la celebración y publicación del Acta Constitutiva de la Federación Mexicana, culminando los festejos con un Te Deum , toques de campaña y cuatro descargas de artillería.
En 1826 se mejoró la construcción ampliando el tamaño del templo y se le colocó techo de teja.
Más tarde, durante la Intervención estadounidense en Tabasco, los bombardeos norteamericanos de 1846 y 1847, le ocasionaron severos daños, siendo reconstruida en 1859. Sin embargo, volvió a sufrir daños durante Intervención francesa en Tabasco en 1863 y 1864, cuando incluso fue utilizada como cuartel militar por las fuerzas tabasqueñas durante el sitio a San Juan Bautista, volviendo a ser reconstruida. Sin embargo, en 1910 de nueva cuenta sufrió graves daños siendo nuevamente reconstruida entre 1910 y 1911.
Durante el gobierno de Tomás Garrido Canabal entre 1928 y 1934 se inició la campaña antirreligiosa en el estado, en donde las fuerzas del gobierno, destruían las imágenes religiosas ubicadas en templos y casas particulares. También se cerraron los templos y algunos fueron convertidos en cuarteles militares, escuelas "racionalistas", caballerizas, y otros fueron destruidos. La Iglesia de la Inmaculada Concepción, fue el único templo de la ciudad que conservó sus parámetros verticales en esta época, aunque sus paredes fueron destruidas. Posteriormente, y ya que Garrido había salido del estado, el Obispo de Tabasco Vicente María Camacho y Moya inició su reconstrucción entre 1938 y 1939, concluyéndose en 1945 por el maestro Nicolás Montejo.

## Arquitectura

### Exterior
Construida a base de ladrillos y aplanados, la iglesia de la Inmaculada Concepción presenta un estilo Gótico, fachada aplanada blanca, decorada con relieves, con una torre-campanario al centro de unos 20 metros de altura. Cuenta además con cuatro pequeñas torres que adornan la fachada (dos en las esquinas frontales y dos más flanqueando la torre principal). Tiene una sola puerta al frente rematada con una corona.
El costado izquierdo está construido igualmente con ladrillos y aplanado blanco, tiene una puerta lateral y ocho amplios ventanales con vitrales, protegidos por gruesa herrería. La parte superior está rematada con una cenefa con adornos en relieve y once torres pequeñas. El techo es de teja roja.
Al costado derecho se construyó un edificio que alberga las oficinas generales y salones para cursos.

### Interior

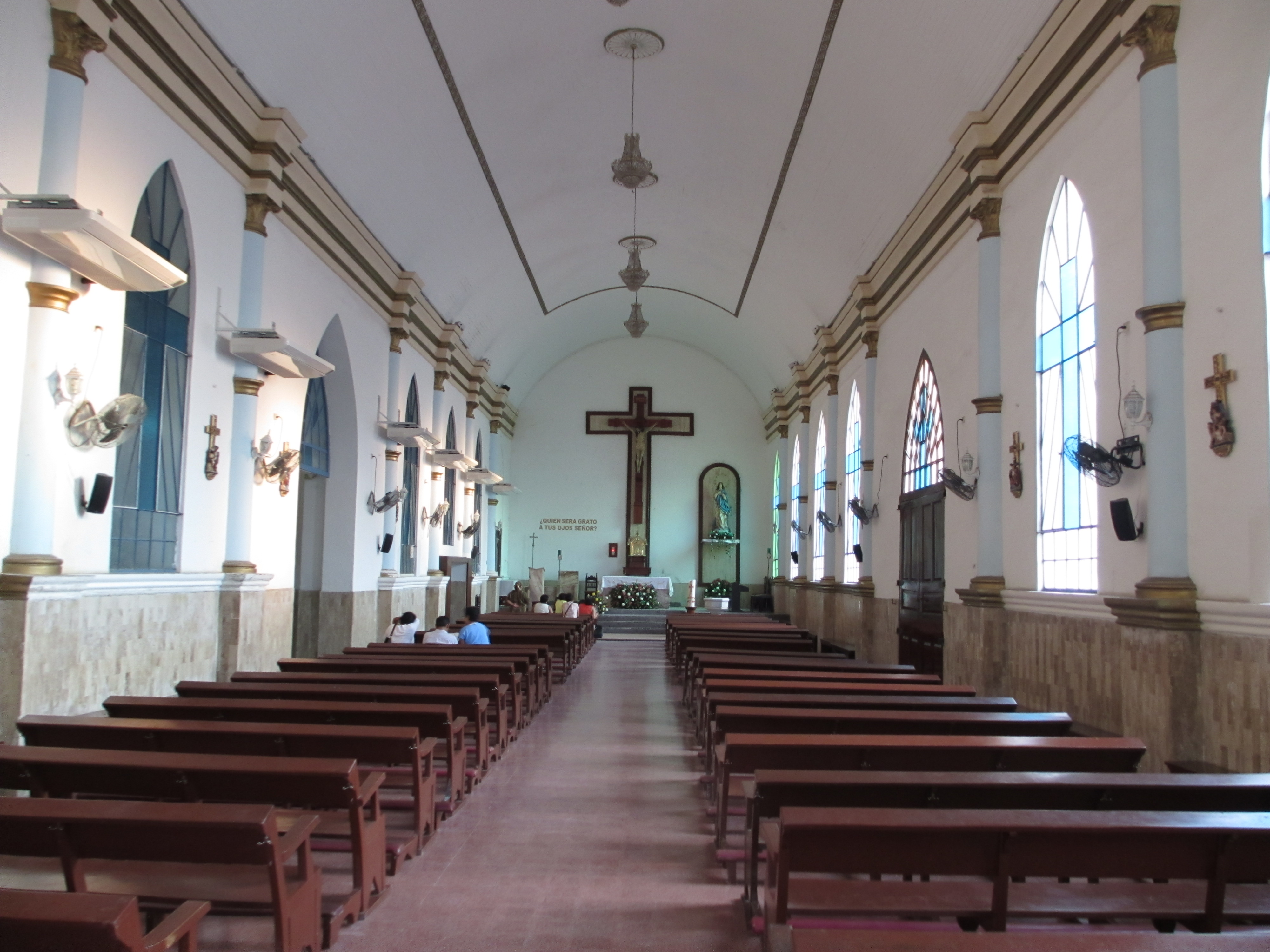
Interior del templo.

Su interior es una amplia nave rectangular con decorado austero, en la que se aprecian algunas imágenes a los costados y ocho columnas semi empotradas en las dos paredes laterales, al frente tiene una gran cruz de mármol con un pequeño Cristo crucificado y a su lado una imagen de la Inmaculada Concepción.
La iglesia cuenta con un atrio el cual está remarcado con herrería y en cuenta con una entrada frontal y una lateral. En el acceso frontal tiene un pequeño arco de concreto. La fachada y la torre-campanario cuentan con iluminación nocturna.